# UCI-Mountainbike-Weltcup 2017
Beim UCI-Mountainbike-Weltcup 2017 wurden durch die Union Cycliste Internationale Weltcup-Sieger in den Disziplinen Cross-Country und Downhill ermittelt.
Im Cross-Country fanden Wettbewerbe an sechs Weltcup-Stationen statt. Im Downhill wurden insgesamt sieben Weltcup-Rennen ausgetragen. Neu eingeführt wurde eine gesonderte Wertung im Downhill für die Juniorinnen.

## Cross-Country

### Frauen Elite
| Rnd | Datum      | Ort                  | Erste          | Zweite                 | Dritte                 |
| --- | ---------- | -------------------- | -------------- | ---------------------- | ---------------------- |
| 1   | 20. Mai    | Nové Město na Moravě | Annika Langvad | Sabine Spitz           | Linda Indergand        |
| 2   | 28. Mai    | Albstadt             | Jana Belomoina | Maja Włoszczowska      | Jolanda Neff           |
| 3   | 2. Juli    | Vallnord             | Jana Belomoina | Annika Langvad         | Gunn-Rita Dahle Flesjå |
| 4   | 9. Juli    | Lenzerheide          | Annie Last     | Gunn-Rita Dahle Flesjå | Jana Belomoina         |
| 5   | 6. August  | Mont Sainte-Anne     | Jana Belomoina | Pauline Ferrand-Prévot | Catharine Pendrel      |
| 6   | 27. August | Val di Sole          | Jolanda Neff   | Jana Belomoina         | Maja Włoszczowska      |

Gesamtwertung
| Platz | Name                   | Punkte |
| ----- | ---------------------- | ------ |
| 1.    | Jana Belomoina         | 1250   |
| 2.    | Maja Włoszczowska      | 1006   |
| 3.    | Annika Langvad         | 744    |
| 4.    | Jolanda Neff           | 715    |
| 5.    | Linda Indergand        | 711    |
| 6.    | Gunn-Rita Dahle Flesjå | 704    |

### Männer Elite
| Rnd | Datum      | Ort                  | Erster        | Zweiter              | Dritter              |
| --- | ---------- | -------------------- | ------------- | -------------------- | -------------------- |
| 1   | 20. Mai    | Nové Město na Moravě | Nino Schurter | David Valero         | Julien Absalon       |
| 2   | 28. Mai    | Albstadt             | Nino Schurter | Mathieu van der Poel | Anton Cooper         |
| 3   | 2. Juli    | Vallnord             | Nino Schurter | Mathias Flückiger    | Jordan Sarrou        |
| 4   | 9. Juli    | Lenzerheide          | Nino Schurter | Jaroslav Kulhavy     | Anton Sintsov        |
| 5   | 6. August  | Mont Sainte-Anne     | Nino Schurter | Stéphane Tempier     | Gerhard Kerschbaumer |
| 6   | 27. August | Val di Sole          | Nino Schurter | Stéphane Tempier     | Julien Absalon       |

Gesamtwertung
| Platz | Name             | Punkte |
| ----- | ---------------- | ------ |
| 1.    | Nino Schurter    | 1500   |
| 2.    | Stéphane Tempier | 850    |
| 3.    | Maxime Marotte   | 772    |
| 4.    | David Valero     | 691    |
| 5.    | Jordan Sarrou    | 685    |
| 6.    | Titouan Carod    | 592    |

### Frauen U23
| Rnd | Datum      | Ort                  | Erste         | Zweite        | Dritte        |
| --- | ---------- | -------------------- | ------------- | ------------- | ------------- |
| 1   | 21. Mai    | Nové Město na Moravě | Kate Courtney | Evie Richards | Sina Frei     |
| 2   | 28. Mai    | Albstadt             | Evie Richards | Kate Courtney | Sina Frei     |
| 3   | 2. Juli    | Vallnord             | Sina Frei     | Kate Courtney | Evie Richards |
| 4   | 9. Juli    | Lenzerheide          | Kate Courtney | Sina Frei     | Evie Richards |
| 5   | 6. August  | Mont Sainte-Anne     | Kate Courtney | Sina Frei     | Lucie Urruty  |
| 6   | 27. August | Val di Sole          | Kate Courtney | Sina Frei     | Evie Richards |

Gesamtwertung
| Platz | Name          | Punkte |
| ----- | ------------- | ------ |
| 1.    | Kate Courtney | 500    |
| 2.    | Sina Frei     | 420    |
| 3.    | Evie Richards | 340    |
| 4.    | Haley Batten  | 192    |
| 5.    | Martina Berta | 177    |

### Männer U23
| Rnd | Datum      | Ort                  | Erster           | Zweiter           | Dritter          |
| --- | ---------- | -------------------- | ---------------- | ----------------- | ---------------- |
| 1   | 20. Mai    | Nové Město na Moravě | Petter Fagerhaug | Mārtiņš Blūms     | Sebastian Fini   |
| 2   | 27. Mai    | Albstadt             | Nadir Colledani  | Georg Egger       | Peter Disera     |
| 3   | 2. Juli    | Vallnord             | Simon Andreassen | Alan Hatherly     | Mārtiņš Blūms    |
| 4   | 8. Juli    | Lenzerheide          | Mārtiņš Blūms    | Maximilian Brandl | Nadir Colledani  |
| 5   | 6. August  | Mont Sainte-Anne     | Mārtiņš Blūms    | Nadir Colledani   | Simon Andreassen |
| 6   | 27. August | Val di Sole          | Nadir Colledani  | Mārtiņš Blūms     | Petter Fagerhaug |

Gesamtwertung
| Platz | Name             | Punkte |
| ----- | ---------------- | ------ |
| 1.    | Mārtiņš Blūms    | 420    |
| 2.    | Nadir Colledani  | 363    |
| 3.    | Petter Fagerhaug | 207    |
| 4.    | Georg Egger      | 180    |
| 5.    | Alan Hatherly    | 153    |

## Downhill

### Frauen Elite
| Rnd | Datum      | Ort              | Erste           | Zweite          | Dritte              |
| --- | ---------- | ---------------- | --------------- | --------------- | ------------------- |
| 1   | 30. April  | Lourdes          | Rachel Atherton | Tracey Hannah   | Tahnée Seagrave     |
| 2   | 4. Juni    | Fort William     | Tracey Hannah   | Myriam Nicole   | Emilie Siegenthaler |
| 3   | 11. Juni   | Leogang          | Tahnée Seagrave | Tracey Hannah   | Myriam Nicole       |
| 4   | 1. Juli    | Vallnord         | Myriam Nicole   | Tahnée Seagrave | Marine Cabirou      |
| 5   | 8. Juli    | Lenzerheide      | Myriam Nicole   | Rachel Atherton | Emilie Siegenthaler |
| 6   | 5. August  | Mont Sainte-Anne | Tahnée Seagrave | Myriam Nicole   | Tracey Hannah       |
| 7   | 26. August | Val di Sole      | Tahnée Seagrave | Myriam Nicole   | Tracey Hannah       |

Gesamtwertung
| Platz | Name                | Punkte |
| ----- | ------------------- | ------ |
| 1.    | Myriam Nicole       | 1375   |
| 2.    | Tahnée Seagrave     | 1284   |
| 3.    | Tracey Hannah       | 1270   |
| 4.    | Rachel Atherton     | 932    |
| 5.    | Emilie Siegenthaler | 852    |
| 6.    | Manon Carpenter     | 644    |

### Männer Elite
| Rnd | Datum      | Ort              | Erster            | Zweiter        | Dritter           |
| --- | ---------- | ---------------- | ----------------- | -------------- | ----------------- |
| 1   | 30. April  | Lourdes          | Alexandre Fayolle | Mark Wallace   | Marcelo Guttierez |
| 2   | 4. Juni    | Fort William     | Greg Minnaar      | Jack Moir      | Aaron Gwin        |
| 3   | 11. Juni   | Leogang          | Aaron Gwin        | Loris Vergier  | Greg Minnaar      |
| 4   | 1. Juli    | Vallnord         | Troy Brosnan      | Greg Minnaar   | Danny Hart        |
| 5   | 8. Juli    | Lenzerheide      | Greg Minnaar      | Troy Brosnan   | Danny Hart        |
| 6   | 5. August  | Mont Sainte-Anne | Aaron Gwin        | Dean Lucas     | Danny Hart        |
| 7   | 26. August | Val di Sole      | Aaron Gwin        | Amaury Pierron | Loïc Bruni        |

Gesamtwertung
| Platz | Name          | Punkte |
| ----- | ------------- | ------ |
| 1.    | Aaron Gwin    | 1149   |
| 2.    | Troy Brosnan  | 990    |
| 3.    | Greg Minnaar  | 974    |
| 4.    | Loïc Bruni    | 752    |
| 5.    | Loris Vergier | 700    |
| 6.    | Danny Hart    | 692    |

### Juniorinnen
| Rnd | Datum      | Ort              | Erste           | Zweite          | Dritte              |
| --- | ---------- | ---------------- | --------------- | --------------- | ------------------- |
| 1   | 30. April  | Lourdes          | Mélanie Chappaz | Flora Lesoin    | Alessia Missiaggia  |
| 2   | 4. Juni    | Fort William     | Megan James     | Mélanie Chappaz | Flora Lesoin        |
| 3   | 11. Juni   | Leogang          | Paula Zibasa    | Mélanie Chappaz | Alessia Missiaggia  |
| 4   | 1. Juli    | Vallnord         | Megan James     | Mélanie Chappaz | Beatrice Migliorini |
| 5   | 8. Juli    | Lenzerheide      | Paula Zibasa    | Mélanie Chappaz | Shania Rawson       |
| 6   | 5. August  | Mont Sainte-Anne | Mélanie Chappaz | Mazie Hayden    | Kaytlin Melvin      |
| 7   | 26. August | Val di Sole      | Mélanie Chappaz | Paula Zibasa    | Beatrice Migliorini |

Gesamtwertung
| Platz | Name               | Punkte |
| ----- | ------------------ | ------ |
| 1.    | Mélanie Chappaz    | 340    |
| 2.    | Paula Zibasa       | 160    |
| 3.    | Megan James        | 120    |
| 4.    | Flora Lesoin       | 70     |
| 5.    | Alessia Missiaggia | 65     |

### Junioren
| Rnd | Datum      | Ort              | Erster       | Zweiter            | Dritter            |
| --- | ---------- | ---------------- | ------------ | ------------------ | ------------------ |
| 1   | 30. April  | Lourdes          | Finnley Iles | Kaos Seagrave      | Sylvain Cougoureux |
| 2   | 4. Juni    | Fort William     | Matt Walker  | Finnley Iles       | Sylvain Cougoureux |
| 3   | 11. Juni   | Leogang          | Finnley Iles | Matt Walker        | Kade Edwards       |
| 4   | 1. Juli    | Vallnord         | Finnley Iles | Matt Walker        | Kade Edwards       |
| 5   | 8. Juli    | Lenzerheide      | Finnley Iles | Joe Breeden        | Sylvain Cougoureux |
| 6   | 5. August  | Mont Sainte-Anne | Finnley Iles | Sylvain Cougoureux | Joe Breeden        |
| 7   | 26. August | Val di Sole      | Finnley Iles | Matt Walker        | Sylvain Cougoureux |

Gesamtwertung
| Platz | Name               | Punkte |
| ----- | ------------------ | ------ |
| 1.    | Finnley Iles       | 400    |
| 2.    | Sylvain Cougoureux | 185    |
| 3.    | Matt Walker        | 180    |
| 4.    | Joe Breeden        | 144    |
| 5.    | Kade Edwards       | 136    |